# Tribo Guaianazes
Tribo Guaianazes é uma entidade carnavalesca da cidade de Porto Alegre no Rio Grande do Sul, Brasil.

## História
A Sociedade Recreativa Cultural Beneficente Tribo Guaianazes foi fundada em 30 de dezembro de 1959, tem sua história desde a fundação ligada a família Bartochak, já que seus fundadores foram Gustavo e Paulina Pereira Bartochak. Sua sede é a Taba de OCAN. É uma das últimas remanescentes das tribos carnavalescas do carnaval de Porto Alegre. Tem como sua concorrente, Os Comanches.

## Enredos
| 1990                              | 3º lugar    | Tribos | Socorro, Tupã (Tupã S.O.S)                                | [ 2 ]                |
| 1991                              | 3º lugar    | Tribos | A lenda de um bravo                                       | [ 2 ]                |
| 1992                              | Vice-campeã | Tribos | Tupã, o feiticeiro do universo.                           | [ 2 ]                |
| 1993                              | Vice-campeã | Tribos | Aruanã, a dança misteriosa dos Carajás da oca sagrada.    | [ 2 ]                |
| 1994                              | 3º lugar    | Tribos | A dança da oca sagrada.                                   | [ 2 ]                |
| 1995                              | Vice-campeã | Tribos | A lenda da Ibicuiretã                                     | [ 2 ]                |
| 1996                              | Campeã      | Tribos | A volta do Curumim.                                       | [ 2 ]                |
| 1997                              | 3º lugar    | Tribos | Zimbabwé, a dança dos guerreiros da luz.                  | [ 2 ]                |
| 1998                              | 3º lugar    | Tribos | Guerreiros Navajos fazem sua prece ao grande Deus Manitú. | [ 2 ]                |
| 1999                              | Campeã      | Tribos | Canacatú - Lenda Wayanaa - Apala                          | [ 2 ]                |
| 2000                              | Vice-campeã | Tribos | Ma-Noá: Lendas e mistérios de Itakitã.                    | [ 4 ] [ 1 ] [ 5 ]    |
| 2001                              | Vice-campeã | Tribos | O triste pranto de um bravo.                              | [ 6 ] [ 7 ]          |
| 2002                              | Vice-campeã | Tribos | Glória de um bravo, história de um guerreiro.             | [ 8 ] [ 9 ]          |
| 2003                              | Vice-campeã | Tribos | Valente pelo seu amor.                                    | [ 10 ] [ 11 ]        |
| 2004                              | Vice-campeã | Tribos | Miralutu - Hélio Dias, o guerreiro da paz.                | [ 12 ]               |
| 2005                              | Vice-campeã | Tribos | A Grande Nação Xinguana.                                  | [ 13 ] [ 14 ]        |
| 2006                              | Vice-campeã | Tribos | A grande lenda da Missão do sangradouro do alto Xingú.    | [ 15 ] [ 16 ]        |
| 2007                              | Vice-campeã | Tribos | Nhanderuvuçu, o senhor da criação.                        | [ 17 ] [ 18 ]        |
| 2008                              | Vice-campeã | Tribos | Xatopi: A virgem virou flor.                              | [ 19 ] [ 20 ]        |
| 2009                              | Vice-campeã | Tribos | Da Sibéria ao México, a história de uma grande nação.     | [ 21 ] [ 22 ] [ 23 ] |
| 2010                              | Vice-campeã | Tribos | Nação Inca Peruana                                        | [ 24 ] [ 25 ]        |
| 2011                              | Vice-campeã | Tribos | O clarão da lua cheia mistérios da força do amor.         | [ 26 ] [ 27 ]        |
| 2012                              | Campeã      | Tribos | Wayana Apalai - O Poder das Sete Forças                   | [ 28 ] [ 29 ]        |
| 2013                              | Vice-campeã | Tribos | O Grande Tratado da Nação Xinguana.                       | [ 30 ] [ 31 ]        |
| 2014                              | Vice-campeã | Tribos | Lenda da Erva Mate                                        | [ 32 ] [ 33 ]        |
| 2015                              | Vice-campeã | Tribos | Voo da Águia Negra                                        | [ 34 ] [ 35 ]        |
| 2016                              | Vice-campeã | Tribos | Curumim o Pequeno Iluminado                               | [ 36 ] [ 37 ]        |
| As Tribos não desfilaram em 2017. |             |        |                                                           |                      |
| Desfile cancelado em 2018.        |             |        |                                                           |                      |

## Títulos
- Campeã das Tribos: 1979, 1996, 1999,[41] 2012

## Prêmios
Estandarte de Ouro
- 2010: Hino.[42]
- 2013: Encenação e comissão de frente.[43]
- 2016: Hino e estandarte.[44]